# Лейбгвардейски конен полк
Лейбгвардейски конен полк (Лейбгвардейски на Н.В. конен полк) е български кавалерийски полк взел участие в Сръбско-българската война (1885), Балканската война (1912 – 1913), Междусъюзническата война (1913), Първата световна война (1915 – 1918) и Втората световна война (1941 – 1945).

## Формиране
Лейбгвардейският конен полк е формиран със заповед №5 от 12 юли 1878 г. под името Първа софийска конна сотня със задача да изпълнява караулната служба в двореца и да конвоира царя. С указ № 28 от 30 август 1879 г. сотнята става Собствен конвой на Александър I (също Конвой на Негово височество) и се използва за лична охрана на княза и за специални церемонии. Личният състав на конвоя през 1879 г. наброява 150 души.
Личния си щандарт конвоят получава на 30 август 1881 г. от княз Александър I Батенберг, а на 15 октомври 1888 г. – от княз Фердинанд I. През 1891 г. конвоят бива преименуван на Лейбгвардейски конен ескадрон, а на 29 декември 1903 г. с указ № 81 е реорганизиран в Лейбгвардейски конен полк.
Към 1 октомври 1915 г. в състава му влизат 22-ма офицери, 1 чиновник, 683 подофицери и войници, 669 коня, 41 коли и 508 пушки.
Лейбгвардейският конен полк получава новия образец на щандарта си от цар Борис III на 6 май 1937 г., а през 1942 г. полкът е реорганизиран в Гвардейски конен дивизион с личен състав от 589 гвардейци.

## Балкански войни (1912 – 1913)
През Балканската война (1912 – 1913) полкът има три ескадрона и влиза в състава на 8-а пехотна тунджанска дивизия, първоначално се командва от майор Владимир Даскалов, а от 15 ноември 1912 командването поема полковник Генко Мархолев. От 15 до 26 октомври полкът охранява и разузнава района на дивизията при настъплението на частите по долините на реките Арда и Марица до Одрин. Взема участие в Одринската операция, като на 28 октомври 1912 участва в боя при Каракасъм, а от 11 до 13 март 1913 година участва в атаките на предните позиции на източния сектор от Одринската крепост и в пленяването на Шукри паша.
През Междусъюзническата война (1913) Лейбгвардейският конен полк участва в боевете при Букова Глава на 23 и 24 юни.

## Първа световна война (1915 – 1918)
В началото на Първата световна война Лейбгвардейският конен полк е към Първа българска армия на ген. Климент Бояджиев и заедно с Първи конен полк формират Първа конна бригада. Взема участие в конната атака на Букова глава, отбраната на Клисурския пост, съвместните боеве с пехотата около Враня, авангардните бойни действия при върховете Копиляк и Елата, разузнаването с бой около Прищина и хребетите на Велика планина и Жеговица, отбраната на Смелушките височини.
При намесата на България във войната полкът разполага със следния числен състав, добитък, обоз и въоръжение:
| Числен състав                                      | Добитък   | Обоз                            | Въоръжение                      |
| -------------------------------------------------- | --------- | ------------------------------- | ------------------------------- |
| Офицери: 22 Чиновници: 1 Подофицери и войници: 683 | Коне: 683 | Обикновени коли: 41 Товарни: 10 | Пушки и карабини: 508 Саби: 692 |

През септември 1916 г. полкът се предислоцира в Добруджа, където извършва разузнавателни и авангардни бойни действия при Куртбунар, води боеве при Кочмар (където дава 15 жертви) и за охрана на фланга на армията при гр. Добрич, действа при отбраната на Мустафа Ачи, води боеве за овладяването на Хърсово (пленени са около 200 руски и румънски войници, обози с оръжие и боеприпаси), преследва противника по поречието на р. Дунав и води бой при Мачин.
От края на август 1918 г. конницата, в това число и гвардейците, осъществяват отбраната на беломорския бряг от Кара Орман до мостовете на Порто Лагос, за да не се допусне противников десант.
На 26 септември бойните действия на полка по фронтовете приключват и полкът се завръща в София в подчинение на началника на софийската крепост. Полкът защитава София от разбунтувалите се войници, взели участие във Владайското въстание. В Първата световна война гвардейците дават 53 жертви.
На 6 май 1937 г. полкът получава новото си бойно знаме, заедно с останалите части на софийския гарнизон. Знамето е прието от командира полк. Михаил Минчев. Същата година полкът е преименуван в Гвардейски конен полк. След подписването на Крайовската спогодба на 7 септември 1940 г. се пристъпва към заемане на територията на Южна Добруджа, където първи стъпват гвардейците.

## Втора световна война (1941 – 1945)
След присъединяването на България към Тристранния пакт (март 1941 г.) и капитулацията на Югославия Пета българска армия, към която е полкът, навлиза във Вардарска Македония. От 11 май 1941 година до 20 февруари 1942 полкът остава на гарнизон в Скопие, след което се връща в София и малко по-късно е реорганизиран в Гвардейски на Н.В. конен дивизион.
След включването на страната ни в антихитлеристката коалиция, в началото на ноември 1944 г. дивизионът се предава към Единадесета пехотна македонска дивизия за участие в заключителния етап на Втората световна война. Взема участие в първата фаза на така наречената Отечествена война. Изнесен е в района на Гюешево, а от там се придвижва в направление Куманово – Страцин – Скопие, като извършва разузнаване по линията Скопие – Кочани. На 14 ноември 1944 година от кадрите на дивизиона е формиран Сборен отряд, чиято основна цел е да настъпи към Истибансската клисура. На 16 ноември навлиза в Кочани. В резултат на неговите действия е освободена територията между Куманово, Бояново, Гниляне, Прищина, Урошевац, Качаник и Скопие. На 29 ноември се завръща в София, а на 8 септември е демобилизиран. През войната гвардейския конен дивизион дава само 5 убити.
С указ № 6 от 5 март 1946 г. издаден на базата на доклад на Министъра на войната № 32 от 18 февруари 1946 г. е одобрена промяната на наименованието на дивизиона от Лейбгвардейски на Н.В. конен дивизион на Лейбгвардейски конен дивизион.

## Наименования
През годините полкът носи различни имена според претърпените реорганизации:
- Първа софийска конна сотня (1878 – 1880)
- Собствен на Негово Царско Височество конвой (1880 – 1 януари 1892)
- Лейбгвардейски на Негово Царско Височество ескадрон (1 януари 1892 – 29 декември 1903)
- Лейбгвардейски конен полк (29 декември 1903 – 1937)
- Гвардейски конен полк (1937 – 1942)
- Гвардейски на Н.В. конен дивизион (1942 – 5 март 1946)
- Гвардейски конен дивизион (от 5 март 1946 г.)

## Командири
Званията са към датата на заемане на длъжността.
| №   | звание       | име                 | дати                                |
| --- | ------------ | ------------------- | ----------------------------------- |
| 1.  | Ротмистър    | Александър Мосолов  | 30 август 1879 – 3 ноември 1883     |
| 2.  | Подполковник | Димитрий Ризенкампф | 3 ноември 1883 – 25 декември 1883   |
| 3.  | Ротмистър    | Юрий фон Кубе       | 1 януари 1884 – 1 август 1884       |
| 4.  | Полковник    | Барон Алфред Корвин | 1 август 1884 – 11 август 1885      |
| 5.  | Ротмистър    | Тодор Кабакчиев     | 11 август 1885 – 7 февруари 1886    |
| 6.  | Ротмистър    | Владимир Цанков     | 7 февруари 1886 – 7 декември 1886   |
| 7.  | Ротмистър    | Петър Марков        | 7 декември 1886 – 6 юни 1908        |
| 8.  | Полковник    | Иван Колев          | 6 октомври 1908 – 26 септември 1912 |
| 9.  | Майор        | Владимир Даскалов   | октомври 1912 – ноември 1912        |
| 10. | Полковник    | Генко Мархолев      | 15 ноември 1912 – 16 август 1913    |
| 11. | Полковник    | Иван Колев          | 16 август 1913 – 23 септември 1913  |
| 12. | Полковник    | Паун Бананов        | 23 септември 1913 – 4 декември 1916 |
| 13. | Полковник    | Александър Кисьов   | 4 декември 1916 – 1918              |
| 14. | Подполковник | Любомир Босилков    | 12 септември 1918 – 1920            |
| 15. | Подполковник | Александър Марков   | 1920 – 1921                         |
| 16. | Полковник    | Никола Станимиров   | 1921 – 1923                         |
| 17. | Подполковник | Константин Златанов | 1923 – 1928                         |
| 18. | Полковник    | Никола Халачев      | 1928 – 1930                         |
| 19. | Полковник    | Малчо Малчев        | 1930 – 1934                         |
| 20. | Полковник    | Константин Марков   | 1934 – 1935                         |
| 21. | Подполковник | Матей Златоустов    | 1935 – 1936                         |
| 22. | Подполковник | Михаил Минчов       | 1936 – 1938 (и.д.)                  |
| 23. | Полковник    | Тодор Антонов       | 1938 – 1941                         |
| 24. | Подполковник | Никола М. Николов   | 1945 – 1946                         |
| 25. | Полковник    | Цено Ценов          | 1946 – 1947                         |